# Чесма (река)
Че́сма (хорв. Česma) — река в Хорватии, левый приток Лоньи. Длина реки — 123 км, площадь бассейна — 2890 км². Средний расход воды — 14,1 м³/с. Река принадлежит бассейну Дуная и Чёрного моря.
Самый крупный приток — Глоговница (правый). На Чесме расположен город Чазма и несколько посёлков.
Чесма начинается на южных склонах холмистой гряды Билогора слиянием потоков Грджевица и Барна. Начало реки расположено около деревни Павловац примерно в 6 км к северо-западу от города Грубишно-Полье. Чесма быстро увеличивается, питаемая многочисленными ручьями текущими с Билогоры и Мославинских холмов. Рядом с городом Чазма в Чесму справа впадает её крупнейший приток — Глоговница. Чесма впадает в Лонью примерно в 10 км к северо-востоку от Сисака.
Почти всё течение реки проходит по равнинным болотистым территориям. На Чесме и её притоках было проведено большое количество гидрологических работ, большая часть русла реки зарегулирована и превращена в канал, значительная часть окрестных болот осушена или превращена в рыбоводческие пруды, берега реки укреплены для защиты от паводков. Рыбоводческие пруды вдоль Чесмы, питаемые ручьями, впадающими в неё, помимо своей основной функции служат также местом для гнездовья болотных птиц и для отдыха перелётных. Общая площадь рыбоводческих прудов вдоль Чесмы — 1346 га.